# Indian River Shores
Pour les articles homonymes, voir Shores.
Indian River Shores est une ville américaine située dans le comté d'Indian River en Floride.

## Démographie
| 1960 | 1970 | 1980  | 1990  | 2000  | 2010  |
| ---- | ---- | ----- | ----- | ----- | ----- |
| 19   | 76   | 1 254 | 2 278 | 3 448 | 3 901 |

Selon le recensement de 2010, Indian River Shores compte 3 901 habitants. La municipalité s'étend sur 7,26 milles carrés (18,8 km2), dont 5,12 milles carrés (13,26 km2) de terres.